# Оксид ванадия(II)
Оксид ванадия(II) — бинарное неорганическое соединение металла ванадия и кислорода с формулой VO, серые кристаллы, не растворимые в воде.

## Получение
- Восстановление других оксидов ванадия порошком металлического ванадия:

{\displaystyle {\mathsf {V_{2}O_{3}+V\ {\xrightarrow {1750^{o}C}}\ 3VO}}}
{\displaystyle {\mathsf {V_{2}O_{5}+3V\ {\xrightarrow {1750^{o}C}}\ 5VO}}}
- Восстановление хлористого ванадила водородом:

{\displaystyle {\mathsf {2VOCl_{3}+3H_{2}\ {\xrightarrow {1700^{o}C}}\ 2VO+6HCl}}}

## Физические свойства
Оксид ванадия(II) образует серые кристаллы
кубической сингонии, пространственная группа F m3m, параметры ячейки a = 0,4093 нм, Z = 4.

## Химические свойства
- Диспропорционирует при нагревании в вакууме:

{\displaystyle {\mathsf {3VO\ {\xrightarrow {T}}\ V_{2}O_{3}+V}}}
- Реагирует с кислотами:

{\displaystyle {\mathsf {VO+2HCl\ {\xrightarrow {T}}\ VCl_{2}+H_{2}O}}}
Восстанавливается до ванадия углём, водородом, щелочными и щёлочноземельными металлами:
{\displaystyle {\ce {VO + C ->[t^oC] V + CO ^}}}
{\displaystyle {\ce {VO + H2 ->[t^oC] V + H2O ^}}}
{\displaystyle {\ce {VO + 2Na ->[t^oC] V + Na2O}}}
{\displaystyle {\ce {VO + Ca ->[t^oC]V + CaO}}}